# Agostadero de Santa Bárbara
Agostadero de Santa Bárbara är en ort i Mexiko.   Den ligger i kommunen Santa María del Río och delstaten San Luis Potosí, i den centrala delen av landet, 300 km nordväst om huvudstaden Mexico City. Agostadero de Santa Bárbara ligger 1 836 meter över havet och antalet invånare är 130.
Terrängen runt Agostadero de Santa Bárbara är huvudsakligen kuperad, men söderut är den platt. Runt Agostadero de Santa Bárbara är det ganska glesbefolkat, med 22 invånare per kvadratkilometer. Närmaste större samhälle är Santa María del Río, 6,8 km norr om Agostadero de Santa Bárbara. Trakten runt Agostadero de Santa Bárbara består i huvudsak av gräsmarker.